# Edelweißpiraten (Film)
Edelweißpiraten ist ein deutscher Spielfilm von Niko von Glasow aus dem Jahr 2004. Er basiert auf den Ereignissen um die Ehrenfelder Gruppe, eine Widerstandsgruppe, die 1944 in Köln-Ehrenfeld aktiv war. Gedreht wurde der Film bereits 2001 in St. Petersburg (Szenen- und Kostümbildnerin Wera Selinskaja) und  Budapest, Welturaufführung war am 29. August 2004 in Montréal. Kinostart war in Deutschland am 10. November 2005.

## Handlung
Im Kölner Stadtteil Ehrenfeld lebt eine Gruppe von Arbeiterkindern kurz vor Ende des Zweiten Weltkriegs ihren ganz eigenen Alltag. Diese Edelweißpiraten träumen von einer gerechten Welt und sehnen sich nach der unbeschwerten Vergangenheit. Sie hören Jazz und rebellieren gegen die Nazikultur.
Einer von ihnen ist Karl, der sich in die etwas ältere Cilly verliebt hat. Cilly hat zwei Kinder mit Karls älterem Bruder, der im Krieg gefallen ist. Peter, Karls jüngerer Bruder, ist Mitglied der Hitlerjugend, doch als der Vater der Brüder im Krieg fällt, wendet er sich von der Gemeinschaft ab und tritt den Edelweißpiraten bei. Sie lernen den KZ-Häftling Hans Steinbrück kennen und bringen ihn bei Cilly unter. Mit Hans leisten sie verstärkt Widerstand gegen die Nationalsozialisten, indem sie Juden verstecken und Waffen organisieren.
Hans beginnt, Gefühle für Cilly zu entwickeln, was Karl gar nicht gefällt. Die Situation eskaliert an Peters Geburtstag, an dem sich Karl mit Hans prügelt. Derweil sind die Edelweißpiraten ins Visier der Gestapo gerückt. Zwei Kommissare tauchen bei Cilly auf und schicken ihre beiden Kinder ins Heim. Cilly muss als Lockvogel für Hans im Haus bleiben, da es die Kommissare auf ihn abgesehen haben. Karl und Hans vertragen sich und starten mit Peter einen Rettungsversuch, kommen jedoch zu spät, da Cilly bereits abtransportiert wurde. In einem Schusswechsel erschießt Hans einen Nazi und rettet dadurch Peter das Leben. Bei der anschließenden Flucht wird Hans angeschossen. Karl und Peter schaffen ihn in ein Versteck.
Wenig später werden die Edelweißpiraten von der Gestapo festgenommen. Karl, Peter und der verletzte Hans können zunächst entkommen. Um sich und seinen Bruder zu retten, ist Karl jedoch bereit, dem NSDAP-Funktionär Hoegen das Versteck zu verraten, wenn er und sein Bruder anschließend freigelassen werden. Hoegen willigt insofern ein, als er verspricht, Karl und Peter zwar nicht freizulassen, sie jedoch vor dem sicheren Hinrichtungstod zu bewahren. Als Gegenleistung erwartet er nicht nur den Verrat, sondern auch eine für ihn positive Aussage Karls, wenn die Amerikaner einmarschieren.
Beim Verhör der gefangenen Edelweißpiraten schlägt Hoegen seinen Gestapo-Kollegen vor, statt des jungen Peters eher Cilly zu hängen. Um belastende Aussagen gegen die junge Mutter zu erpressen, werden Hans und Peter gefoltert. Hans nimmt jedoch die ganze Schuld auf sich, und Peter durchkreuzt den Handel seines Bruders, indem er das Angebot Hoegens ausschlägt. Als man Peter zurück in seine Zelle führt, wird das Gefängnis von den anrückenden Amerikanern bombardiert. Durch die Zellentür gesteht Karl seinem Bruder den Verrat, aber dieser antwortet, dass er nichts nachträgt und eher bereit ist zu sterben, als seine Kameraden zu verraten. Am 10. November 1944 werden die Edelweißpiraten gehängt, außer Karl, der von einem Gestapo-Auto aus zusehen muss.
Nach Ankunft der Amerikaner holt Cilly ihre Kinder mit Waffengewalt aus dem Heim. Hoegen wird von der amerikanischen Militärpolizei abgeführt und fordert Karl auf, wie abgesprochen für ihn auszusagen. Der verneint jedoch die Frage des amerikanischen Dolmetschers, ob dieser Nazi ihm tatsächlich geholfen habe. Als Hoegen daraufhin behauptet, sein Bruder sei nichts wert gewesen, widerspricht Karl aufs Heftigste.

## Kritiken
„Der Film räumt mit der Diskreditierung der Edelweißpiraten als Kleinkriminelle auf und setzt dem proletarischen Widerstand ein Denkmal. Inszenatorisch eher durchwachsen, überzeugen die mäandernden Episoden durch ihre bedrängende Alltagsrealität einer zerbombten und ausgehungerten Stadt.“

„Nicht die Helden der Geschichtsbücher stehen im Mittelpunkt, sondern Menschen, die Gegenwehr als selbstverständlich ansahen, aber sich auch mit Denunziation und Verrat in der Gruppe auseinandersetzen mussten. Nach "Sophie Scholl" ein weiteres Kapitel vom Widerstand in Nazi-Deutschland - ein bisher allerdings vollkommen vergessenes!“

„Was eine absolut spannende Vergangenheitsaufbereitung hätte werden können, entpuppt sich als filmisches Desaster: Die Bilder erreichen manchmal noch nicht mal Hobbyfilmer-Niveau und die Schauspieler tapern mit der Wärme von Kühlschränken durch die Story. So auch Bela B. Felsenheimer, Drummer der Ärzte, der hier den Widerstandskämpfer Hans Steinbrück gibt.“

„Packend und atmosphärisch dicht, unkonventionell, bildstark und auch riskant inszeniert: die wenig bekannte Geschichte einer Kölner Jugendbande, die sich mit dem Nazi-Regime anlegte. […] Prädikat wertvoll“